# Trier-West/Pallien

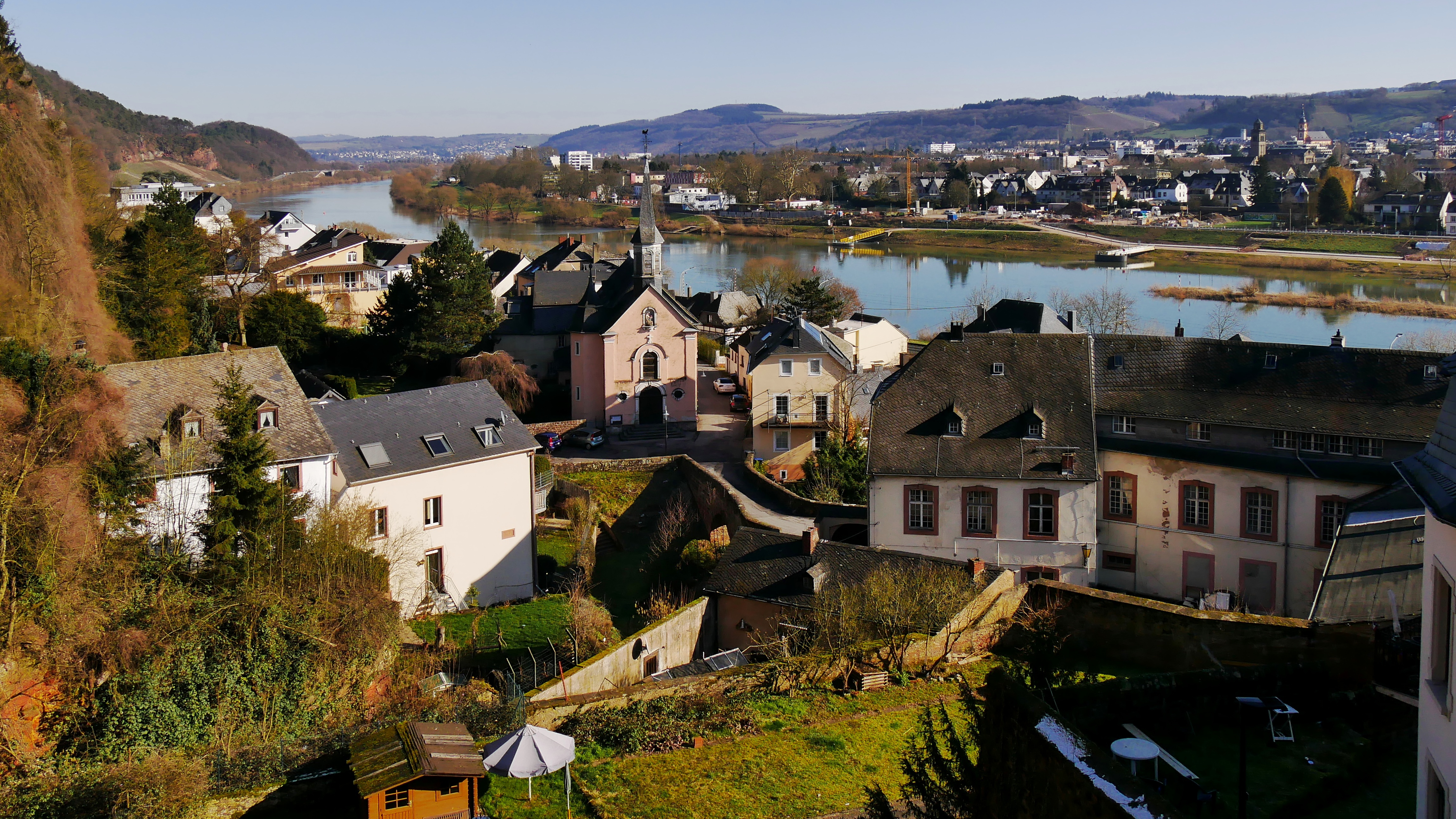
Alt-Pallien mit der Kirche St. Simeon und Juda

West/Pallien ist einer der 19 Ortsbezirke der Stadt Trier in Rheinland-Pfalz.

## Geografie
Der Bezirk liegt am linken Ufer der Mosel gegenüber der Trierer Innenstadt. Im Westen wird der Stadtteil durch die zur Eifel zählenden Moselhöhen begrenzt, auf deren Rücken sich die zum Bezirk gehörende Siedlung Markusberg befindet. Im Süden grenzt Trier-West/Pallien an den Stadtbezirk Euren, im Norden an den Stadtbezirk Biewer. Der alte Ortskern von Pallien liegt auf einem schmalen Absatz zwischen roten Sandsteinfelsen auf der einen und dem Moselufer auf der anderen Seite.
Aufgrund der topographischen Gegebenheiten befindet sich der Siedlungsschwerpunkt des Stadtteils im Moseltal, wo die verschiedenen Siedlungsbereiche von Pallien und Trier-West nahtlos ineinander übergehen und mit den südlich anschließenden Stadtteilen Euren und Zewen ein lang gestrecktes Siedlungsband bilden. Abseits dieses Siedlungsschwerpunkts zählen auch auf den Moselhöhen gelegene kleinere Siedlungseinheiten zum Stadtteil: Mohrenkopf, Markusberg und Busental (Bezirk Trier-West) sowie Auf der Jüngt, Gillenbachtal, Schneidershof (Hochschule Trier), Weißhaus, Kockelsberg und Sievenicher Hof (Bezirk Pallien).
Der Markusberg ist 330,9 m hoch, dort befindet sich u. a. der Sender Trier-Markusberg.
Der Pulsberg ist 295,8 m hoch, dort steht die Mariensäule.

## Geschichte
Der Stadtteil wurde im Jahr 1913 durch Eingemeindung des Dorfes Pallien und der Zusammenfassung mit dem vorstädtischen Trier-West gebildet. Die Abgrenzung der heutigen statistischen Bezirke Trier-West und Pallien geht auf die ehemals getrennten Siedlungen zurück.
Den Zweiten Weltkrieg hat Trier-West/Pallien ohne gravierende Zerstörungen überstanden. In den folgenden Jahrzehnten war in Trier-West/Pallien, im Gegensatz zu vielen anderen Trierer Stadtteilen, keine nennenswerte städtebauliche Neuentwicklung zu verzeichnen. Dies lag hauptsächlich daran, dass für städtebauliche Großprojekte, wie beispielsweise die Errichtung von zeitgenössischen Großwohnsiedlungen, keine freien Flächen mehr verfügbar waren. So konnte sich eine Entwicklung lediglich im Bestand vollziehen. Einzige Ausnahmen bilden das neue Wohngebiet zwischen Westfriedhof und Markusstraße, das dort in den 1970er Jahren an Stelle der Hornkaserne errichtet wurde, sowie der Campus der Hochschule Trier am Schneidershof, dessen Gebäudebestand aus dem Jahr 1938 in den 1970er Jahren komplettiert wurde. Spätestens in den 2010er Jahren rückte der Stadtteil dann in den städtebaulichen Fokus. Es wurde ein Masterplan Trier-West erstellt (2010), auf dessen Grundlage ein Teilgebiet des Stadtteils 2014 in das Bund-Länder-Förderprogramm Stadtumbau aufgenommen wurde.

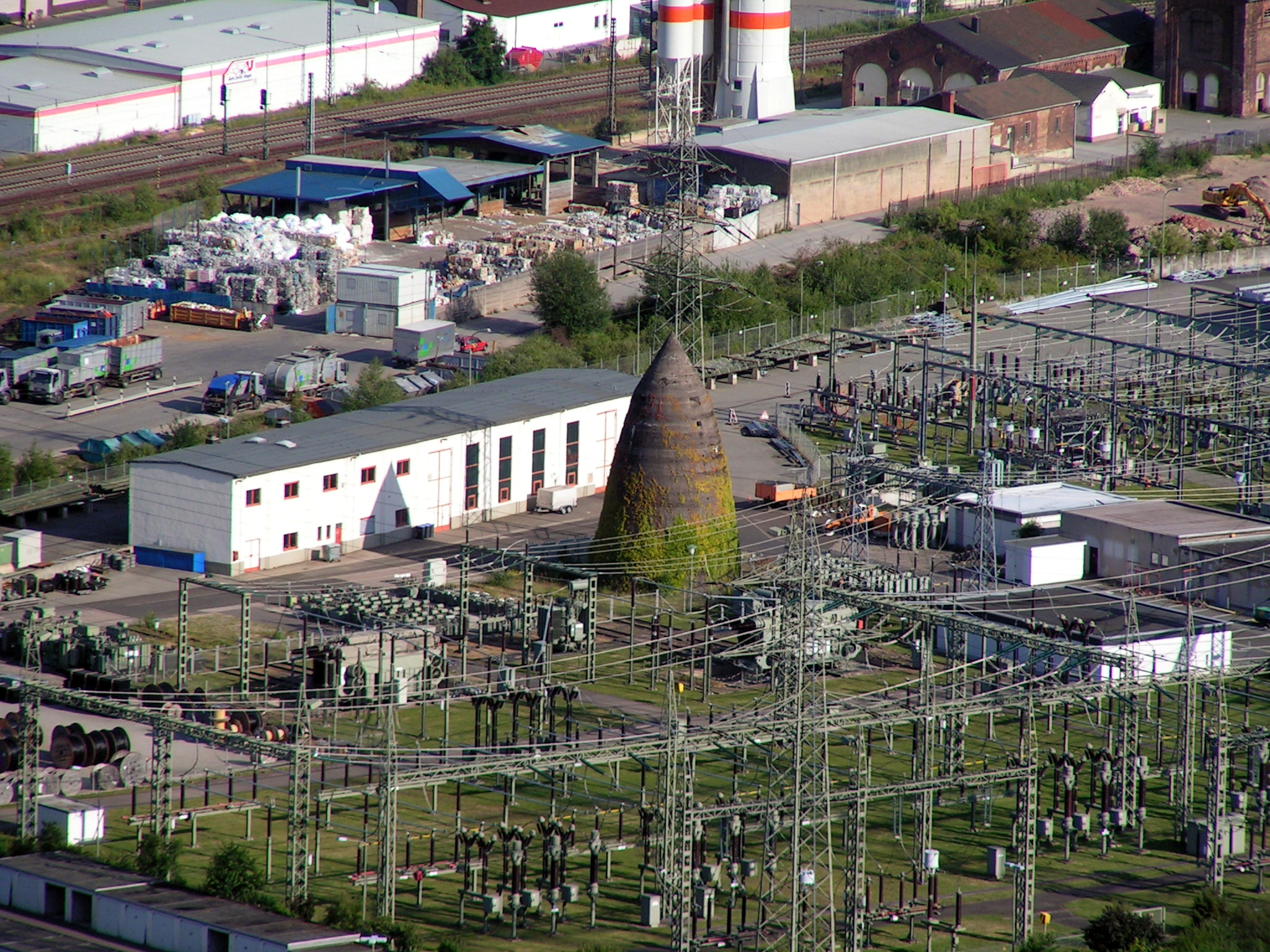
Winkelturmbunker aus dem Zweiten Weltkrieg auf dem Gelände des Elektrizitätswerks

Der südliche Bereich des Stadtteils war lange stark von Kasernenanlagen geprägt. Die Hornkaserne wurde ab 1889 errichtet und in den 1970er Jahren zugunsten einer Wohnbebauung abgebrochen. Die Gneisenaukaserne, auch Städtische Kaserne genannt, an der Gneisenaustraße wurde ab 1899 erbaut und in den 1930er Jahren aufgegeben. Die Gebäude sind weitgehend erhalten und wurden teilweise in den letzten Jahren saniert. Dort ist u. a. das Trierer Haus des Jugendrechts eingerichtet. Die ab 1910 an der Eurener Straße erbaute Jägerkaserne wurde zuletzt von der Bundeswehr benutzt und erst 2014 als Kaserne aufgegeben. Die Gebäude sind weitgehend erhalten und sind derzeit (2023) Konversionsobjekte.

## Religiöse Einrichtungen
Im Stadtbezirk befinden sich eine Vielzahl religiöser Einrichtungen, zum Teil mit einem Einzugsgebiet über die Stadt Trier hinaus.
Im Stadtbezirk gibt es zwei katholische Kirchen, zwei profanierte ehemalige katholische Kirchen und zwei Kapellen. Für katholische Gottesdienste noch genutzt werden die barocke St. Simon und Juda, im Stadtteil Pallien, sowie die 1934 eingeweihte Kirche Christ König, in Trier-West. Außerdem befinden sich auf dem Markusberg die Markuskapelle (1902/03) und unterhalb der Mariensäule die Maria-Hilf-Kapelle (1868). St. Simon und Juda ist die älteste Kirche im Ortsbezirk Trier-West. Als sie für die Gemeinde zu klein wurde, erfolge am 18. August 1957 die Grundsteinlegung der ein Jahr später eingeweihten Palliener Pfarrkirche Maria Königin. Diese wurde allerdings im August 2016 wegen Baufälligkeit entweiht und profaniert; das Gebäude wurde anschließend bis 2024 zu einem Wohnhaus umgestaltet. Entsprechend wurde St. Simon und Juda wieder zur Pfarrkirche. 2019 folgte die Profanierung der 1966 eingeweihten Kirche St. Simeon; nur deren Krypta blieb geweiht, in die man 1971 aus St. Gervasisus die Reliquien und den spätbarocken Sarkophag des Heiligen Simeon von Trier überführt hatte.
Die beiden genannten Kapellen sowie die Kirchengebäude, mit Ausnahme von St. Simeon, sind als Kulturdenkmale eingestuft.
Die evangelischen Christen in Trier-West gehören zur Kirchengemeinde Trier-Ehrang. Die Neuapostolische Kirche Trier unterhielt an der Bitburger Straße ein Kirchengebäude, das nach der Fusion der beiden Trierer Gemeinden (2016) seit 2019 nicht mehr als solches genutzt wird.
An der Luxemburger Straße liegt das einzige islamische Kulturzentrum Triers (zwei weitere Moscheen existieren im nahen Konz). In der Hornstraße befindet sich ein Buddhistisches Zentrum (Diamantweg-Buddhismus).

St. Simon und Juda (Pallien)
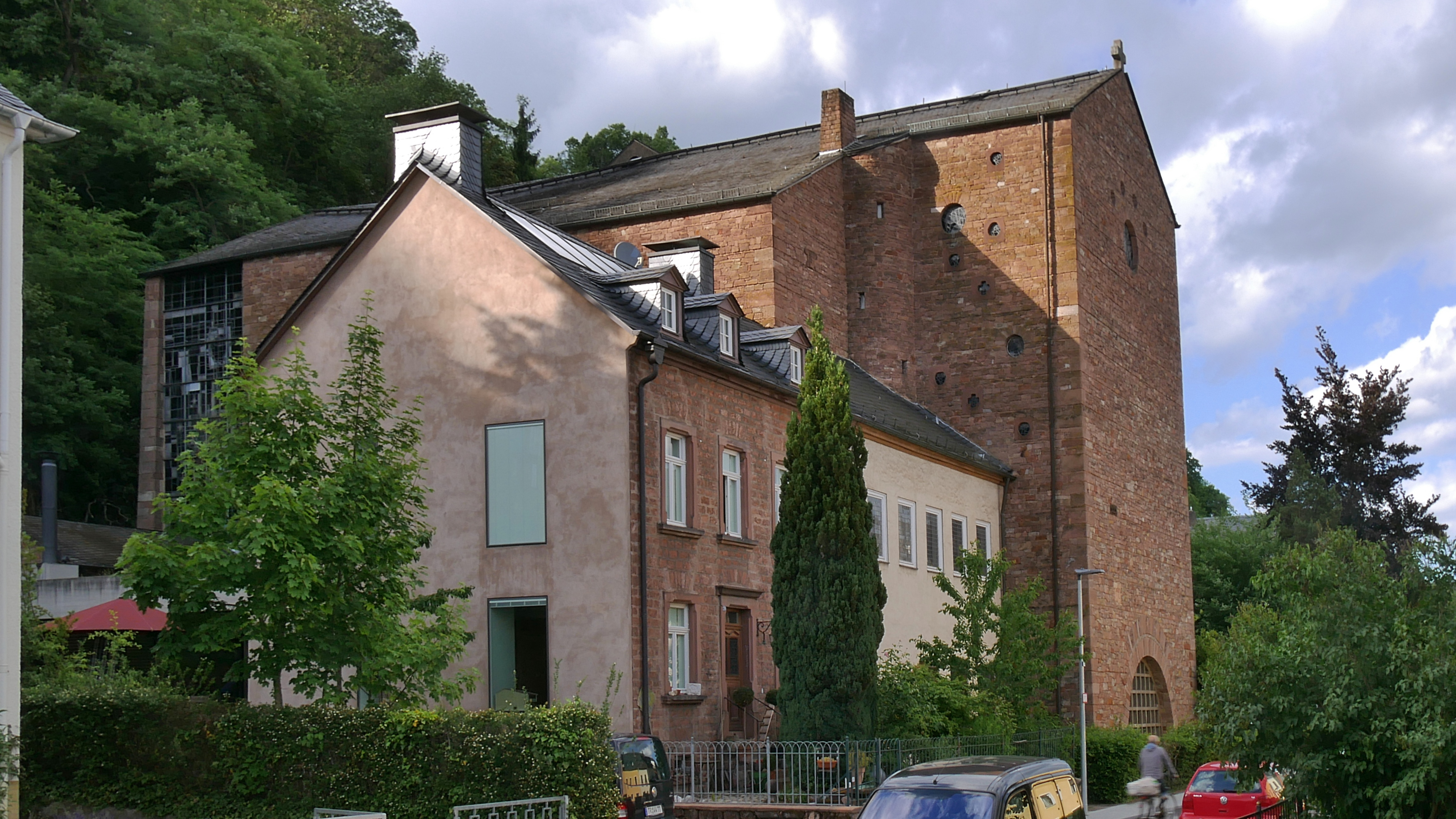
Maria Königin (Pallien, profaniert)
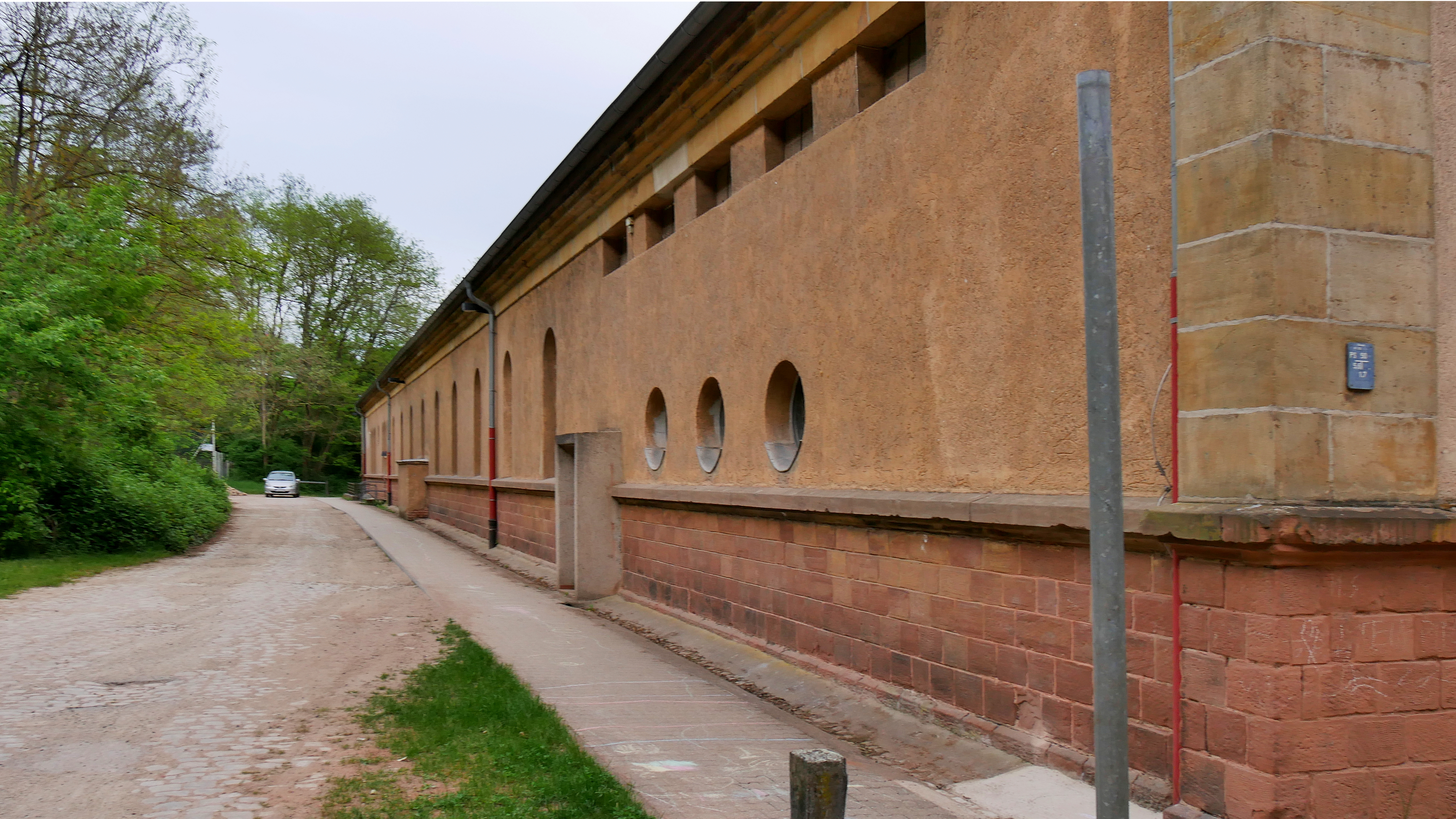
Christ König (Trier-West)
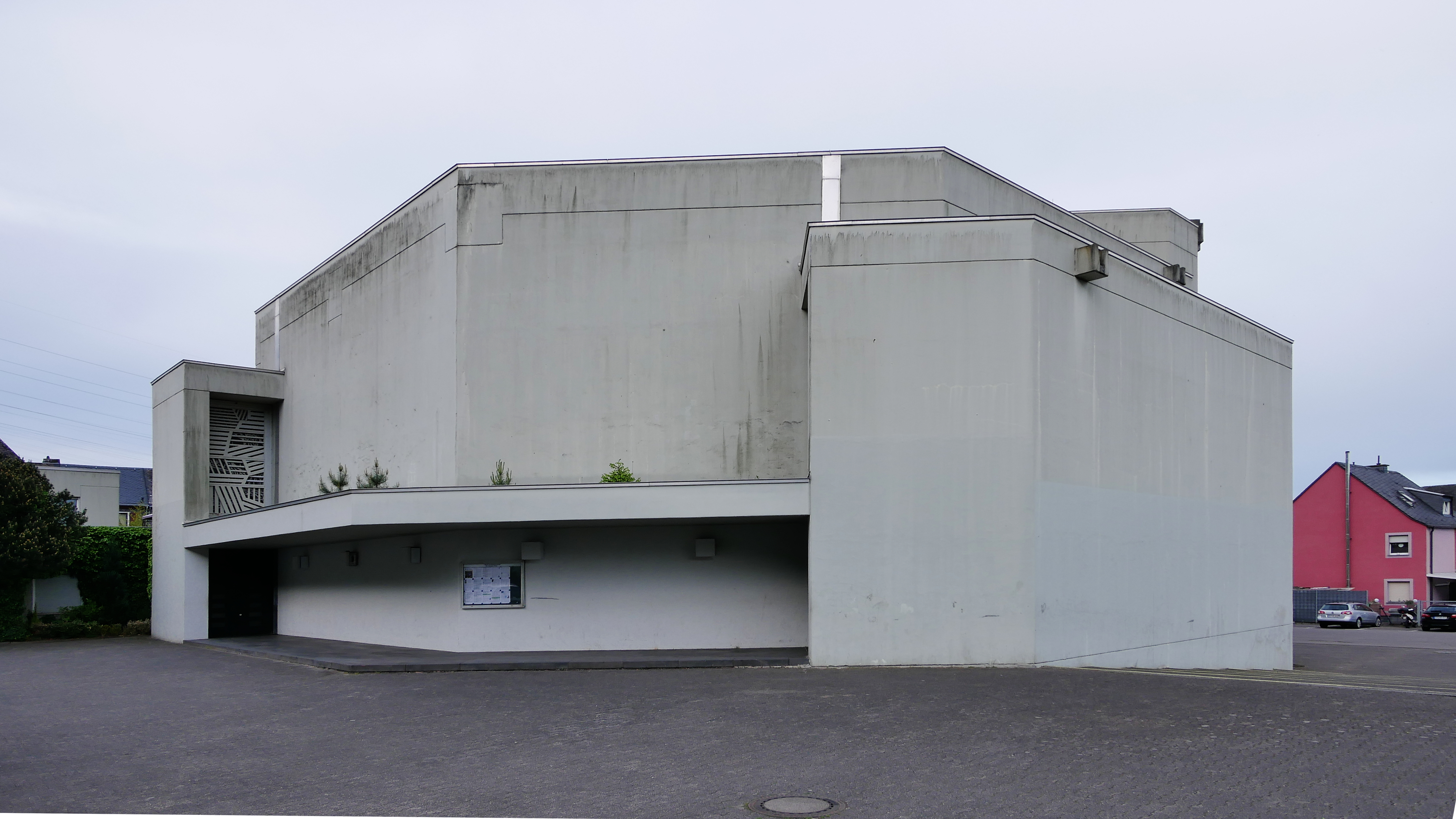
St. Simeon (Trier-West, profaniert)
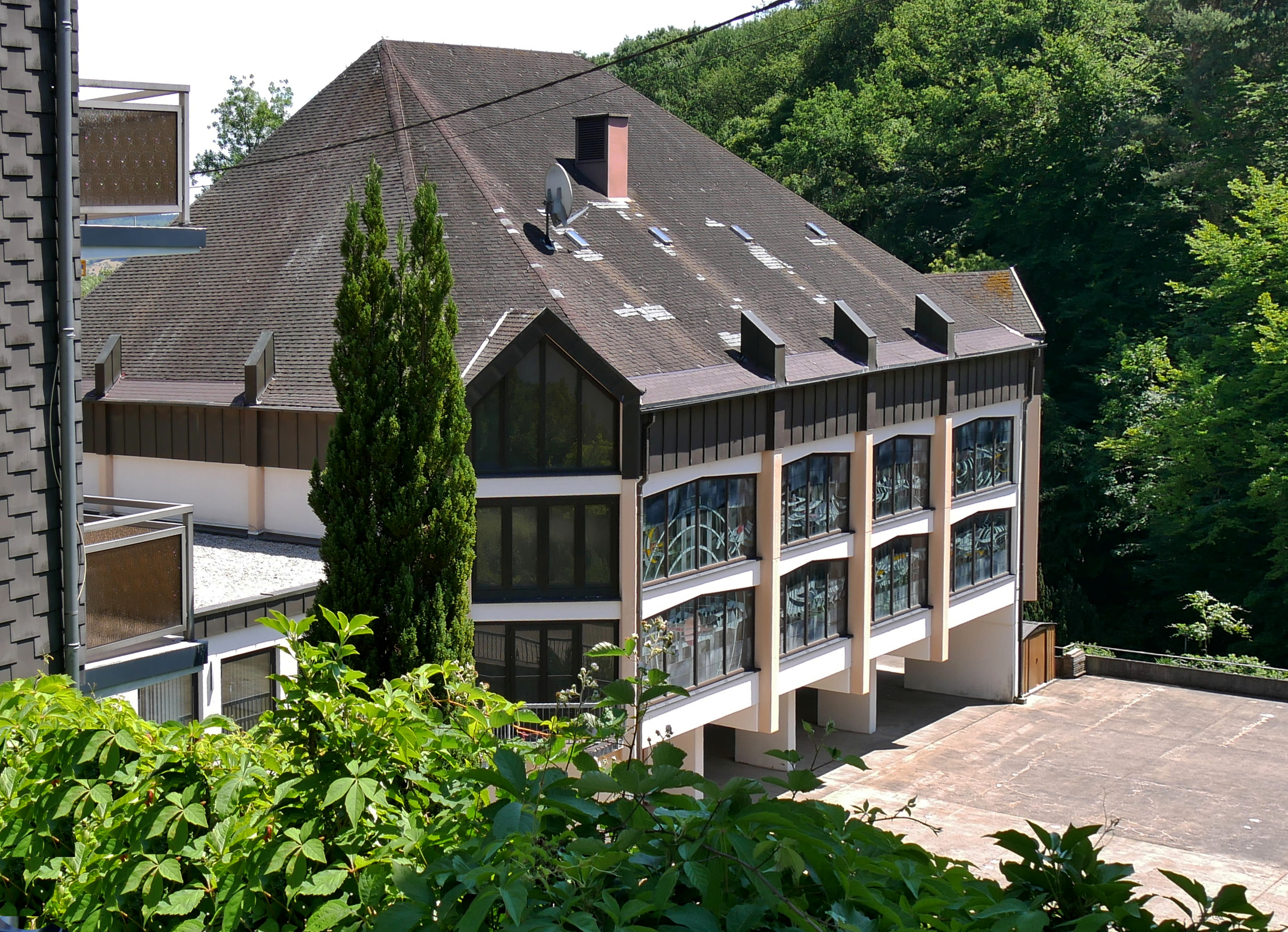
Ehemalige Neuapostolische Kirche in Pallien
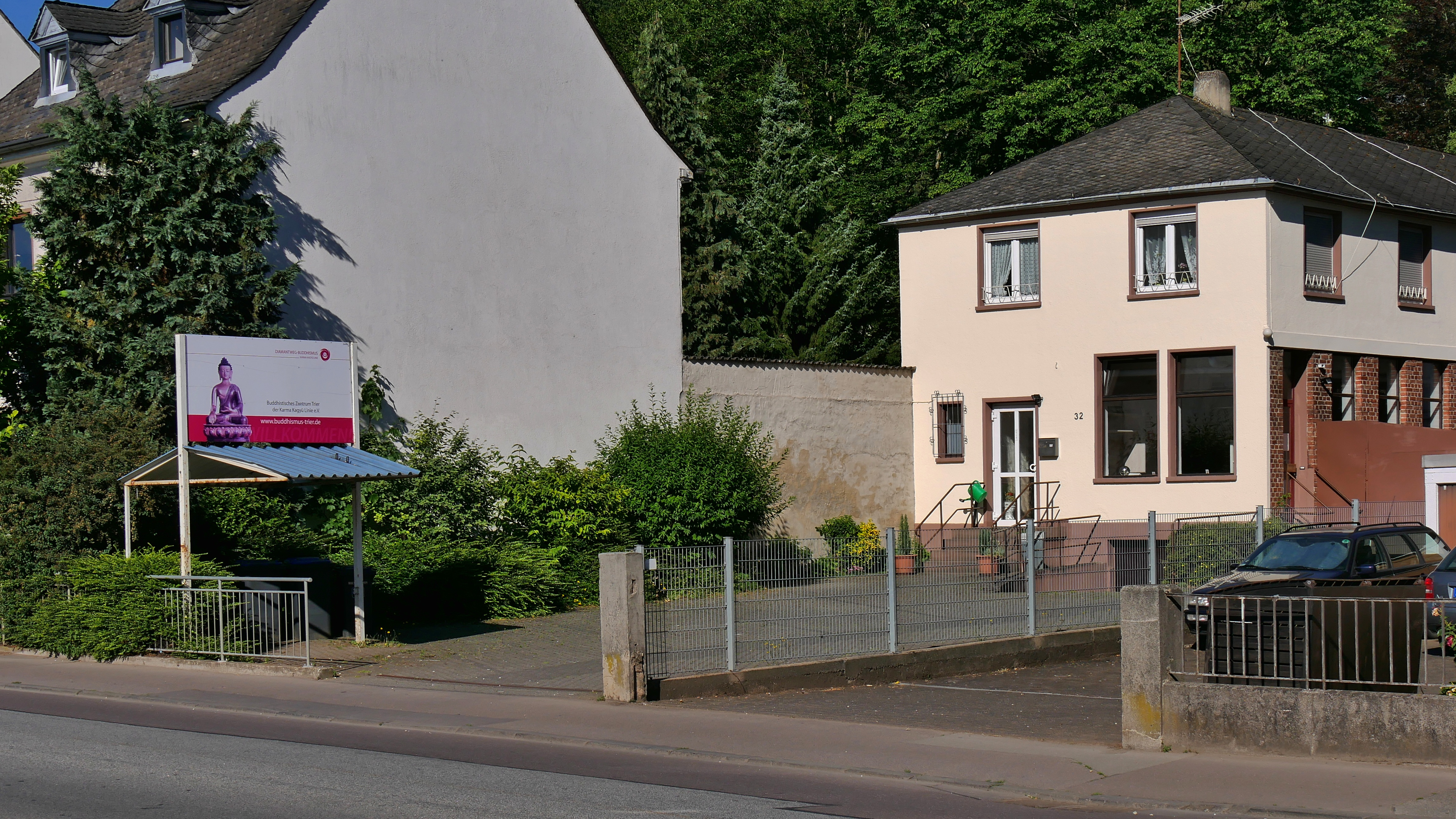
Buddhistisches Zentrum

## Politik
- SPD: 4
- Grüne: 4
- UBT: 3
- CDU: 4

### Ortsbeirat
Für den Ortsteil West/Pallien wurde ein Ortsbezirk gebildet. Dem Ortsbeirat gehören 15 Beiratsmitglieder an, den Vorsitz im Ortsbeirat führt der direkt gewählte Ortsvorsteher.
Im Ortsbeirat sind Die Grünen, CDU und SPD mit je vier Sitzen vertreten, die Unabhängige Bürgervertretung Trier (UBT) verfügt über drei Sitze.
Für weitere Informationen und historische Daten siehe die Ergebnisse der Kommunalwahlen in Trier.

### Ortsvorsteher
Ortsvorsteher ist seit der Direktwahl am 26. Mai 2019 Marc Borkam (SPD). 2014 konnte sich noch Horst Erasmy (CDU) bei der Kommunalwahl gegen Johannes Schölch-Mundorf mit 63,2 % durchsetzen. 2019 löste nun Borkam mit einem Stimmenanteil von 58,58 % den bisherigen Amtsinhaber ab. Bei der Direktwahl am 9. Juni 2024 war Borkam als gemeinsamer Kandidat von Grünen, CDU und SPD einziger Bewerber und erreichte einen Stimmenanteil von 72,4 %.

## Historische Ansichten

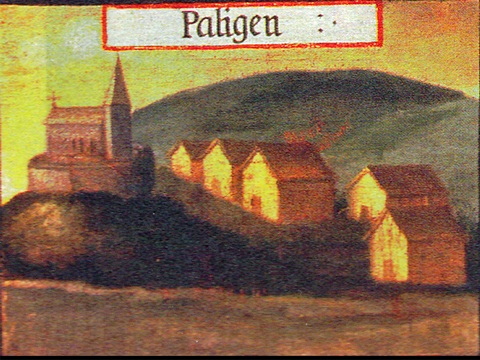
Pallien auf dem Trierer Gerichtsbild von 1589
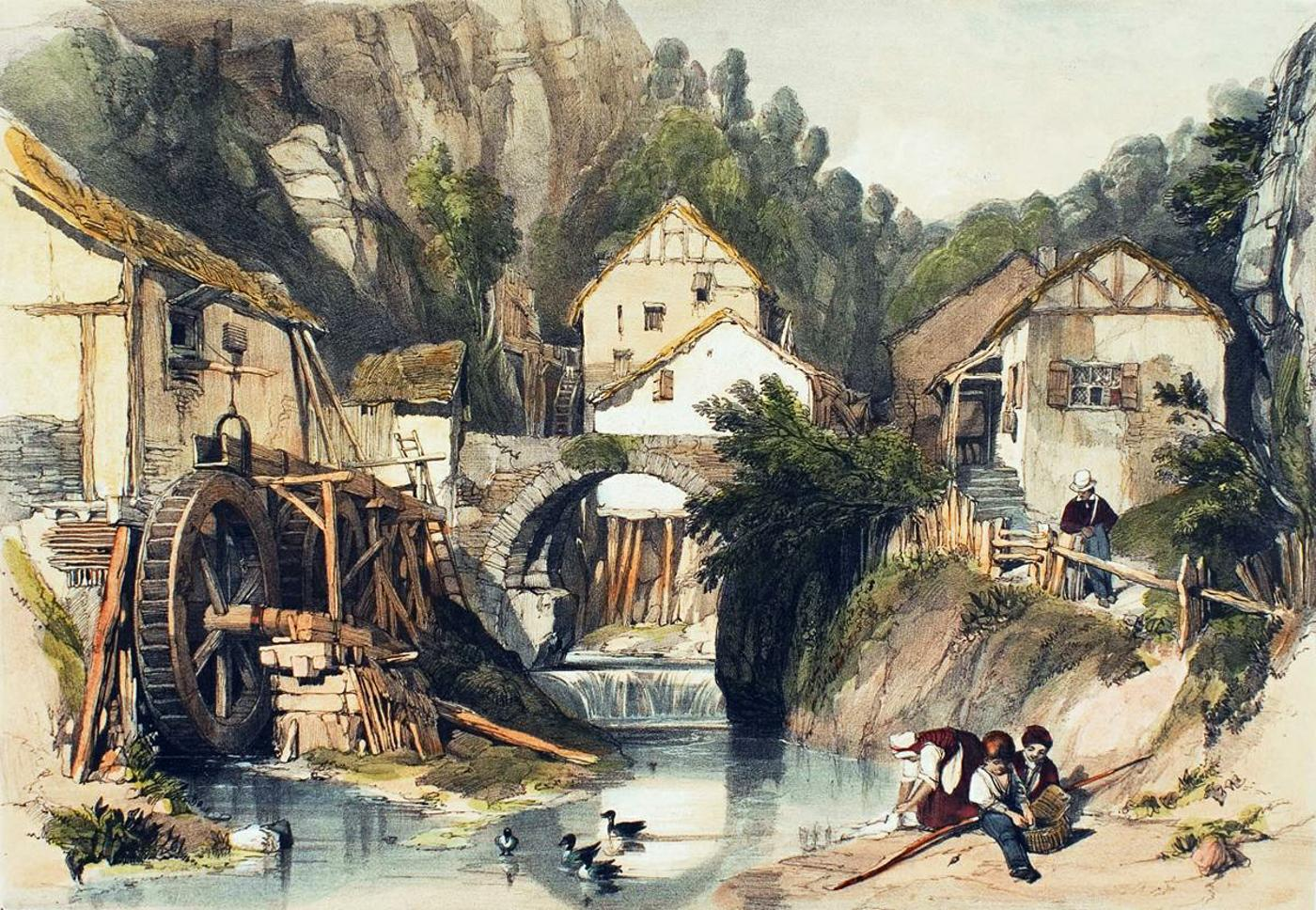
Aquarell von Clarkson Stanfield, 1838
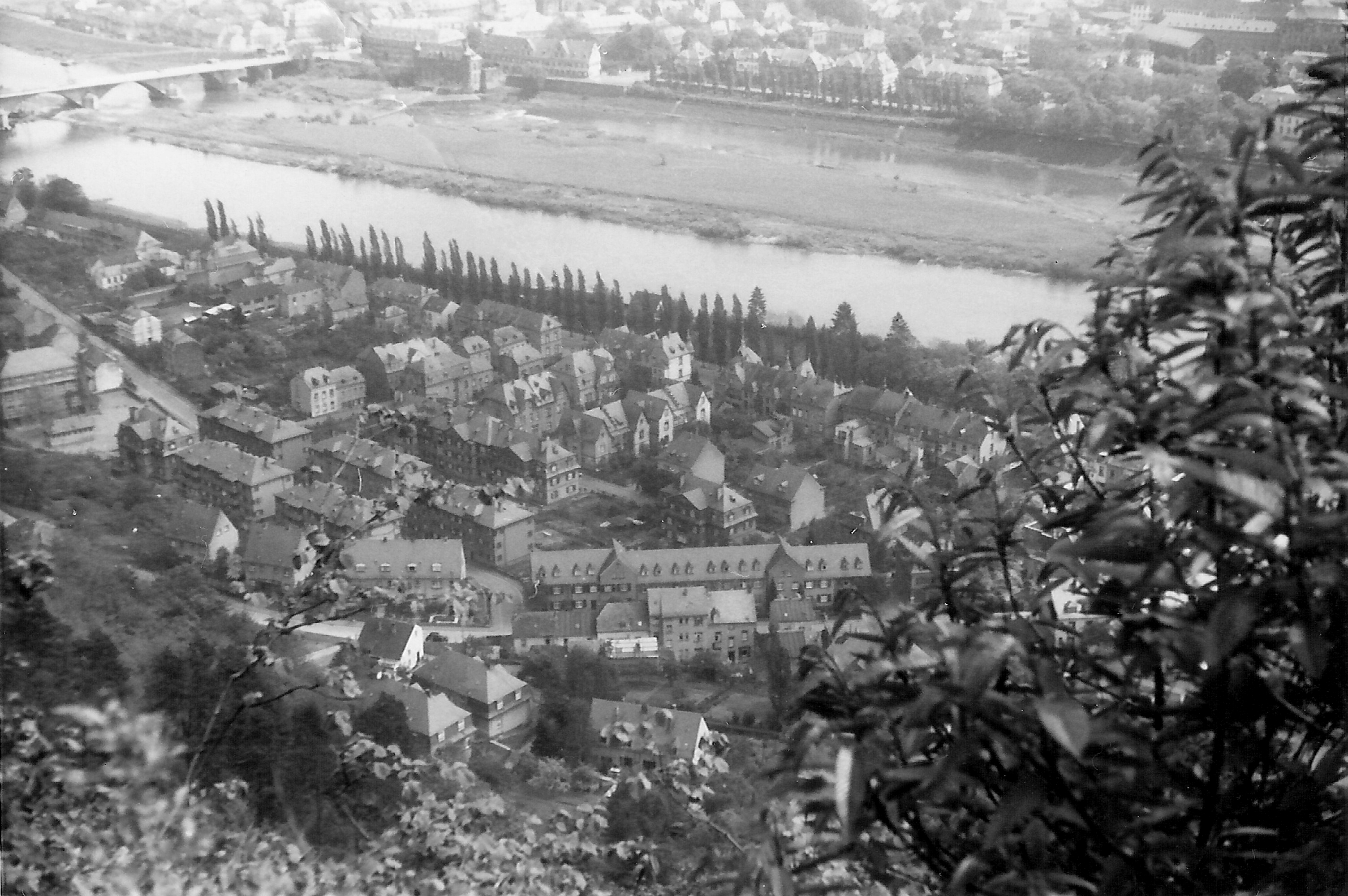
Ansicht von 1954

## Sehenswürdigkeiten und Ausflugsziele
- Drachenhaus: Schlossartige Anlage am Weißhauswald, heute als Forsthaus genutzt.
- Naturschutzgebiet Gillenbachtal

- Gillenbach Wasserfall

- Kockelsberg: Stattliche Villa in parkartigem Garten oberhalb des Weißhauswaldes, erbaut im späten 19. Jahrhundert,[13] Ausflugslokal und hundefreundliches Hotel mit Aussicht auf Trier.
- Maria-Hilf-Kapelle: Kleine neugotische Kapelle am Berghang zwischen Westfriedhof und Mariensäule. Zuweg als Marienweg mit sieben Stationen, welche die „sieben Schmerzen Mariä“ darstellen.
- Mariensäule: Hoher neugotischer Pfeiler mit bekrönender Marienfigur.
- Markusberg: Ortsteil auf dem gleichnamigen Berg mit Panorama-Aussicht auf Trier und dem SWR-Sender Trier-Markusberg.
- Markuskapelle: Denkmalgeschützte neugotische Kapelle in exponierter Lage auf dem Markusberg.
- Naturschutzgebiet und Orchideenbiotop Kahlenberg am Sievenicherhof
- Pallien: Alter Ortskern mit ehem. kath. Pfarrkirche St. Simon und Juda, kleinem Friedhof und historischen Häusern.
- Martinerhof, ehemaliger Gutshof der Abtei Sankt Martin
- Rosengarten: Parkanlage zwischen Drachenhaus und Weißhaus.
- Wasserfall des Gillenbaches (Gutland) mit ca. 20 Metern freiem Sturz
- Wasserfall des Sirzenicher Baches im oberen Busental mit ca. 5 Metern Höhe
- Villa Weißhaus: Klassizistisches Gebäude mit angegliederter Orangerie oberhalb der Palliener Sandsteinfelsen. Ausflugslokal mit Aussicht auf Trier.
- Weißhauswald: Ausgedehntes Naherholungsgebiet auf den Moselhöhen mit Waldlehrpfad und Wildfreigehege.
- Schutzbunker aus dem Zweiten Weltkrieg oberhalb der Bitburger Straße

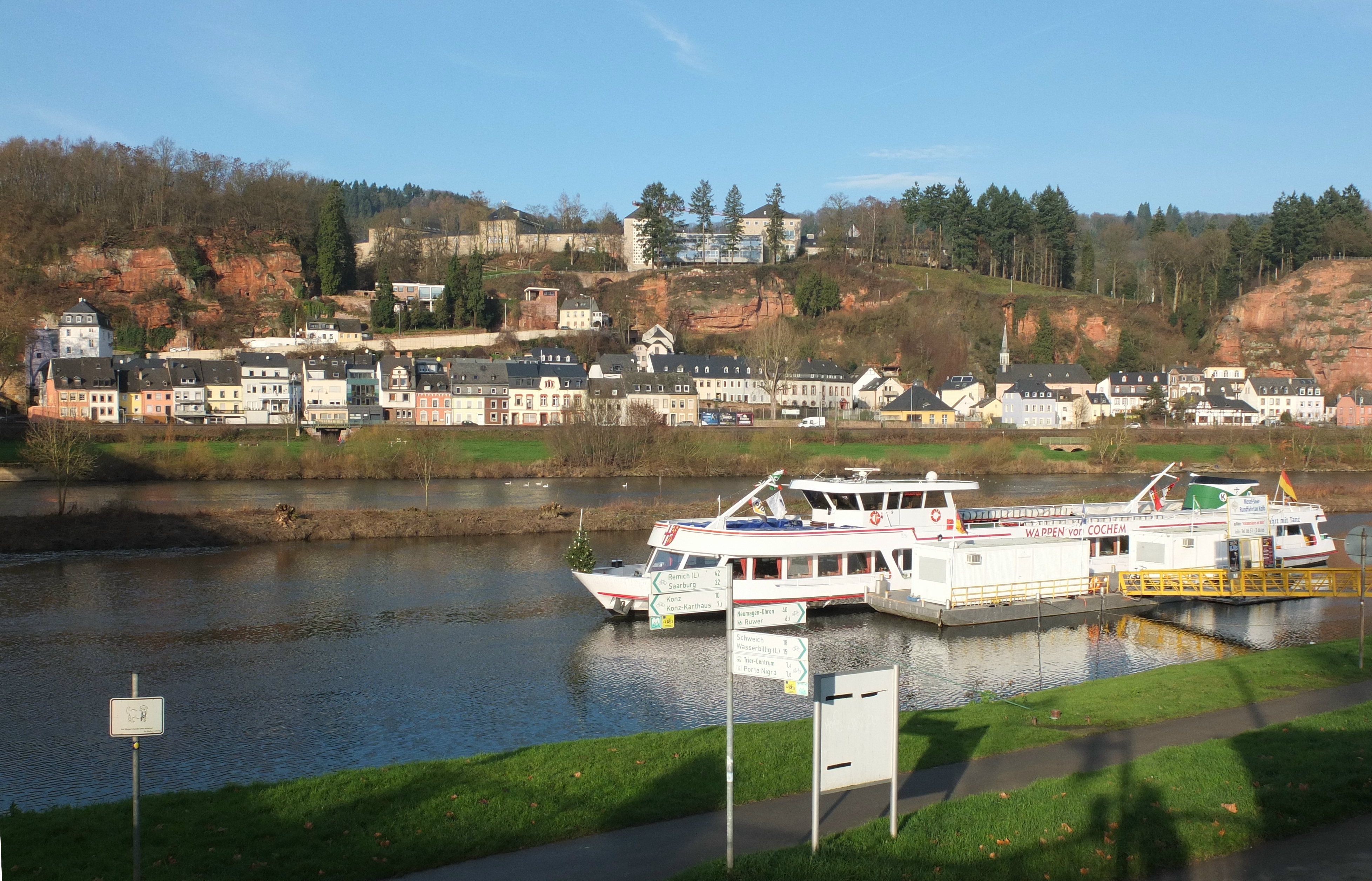
Ansicht vom Zurlaubener Ufer aus
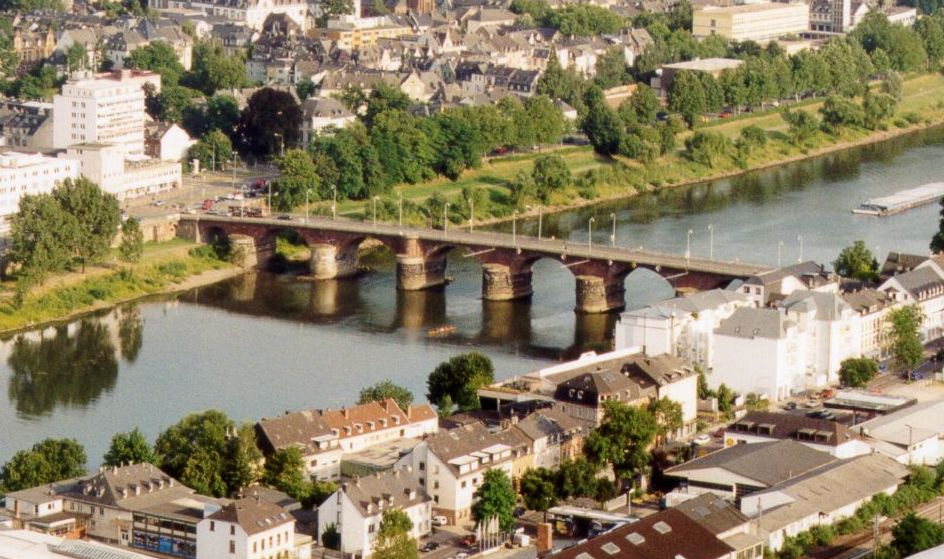
Die Römerbrücke verbindet als eine von drei Brücken den Trierer Westen mit der Innenstadt.
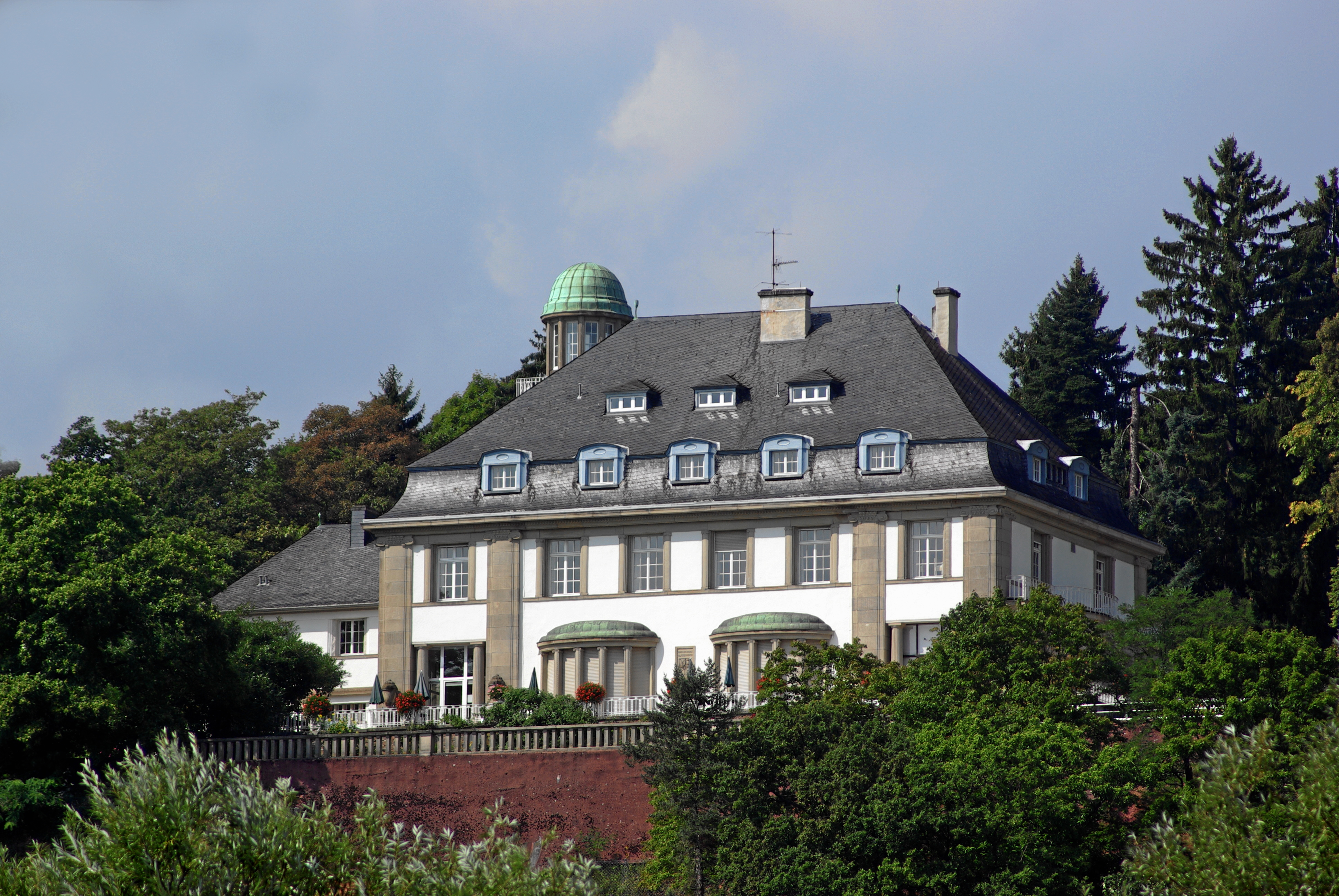
Villa Reverchon
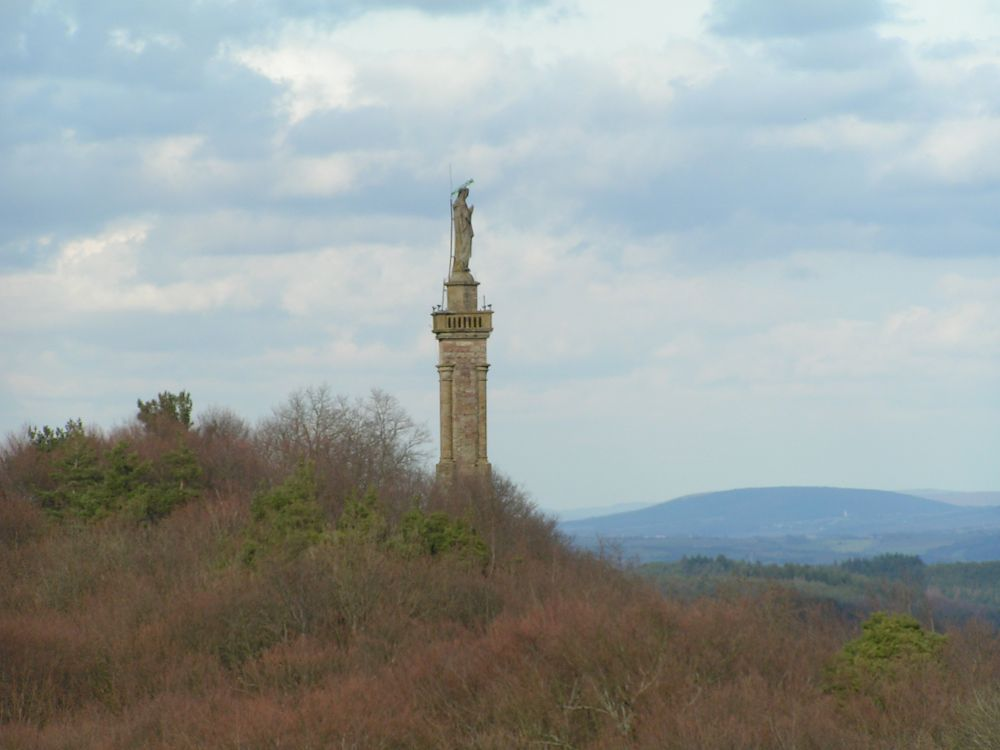
Die Mariensäule überragt den Stadtteil Trier-West.
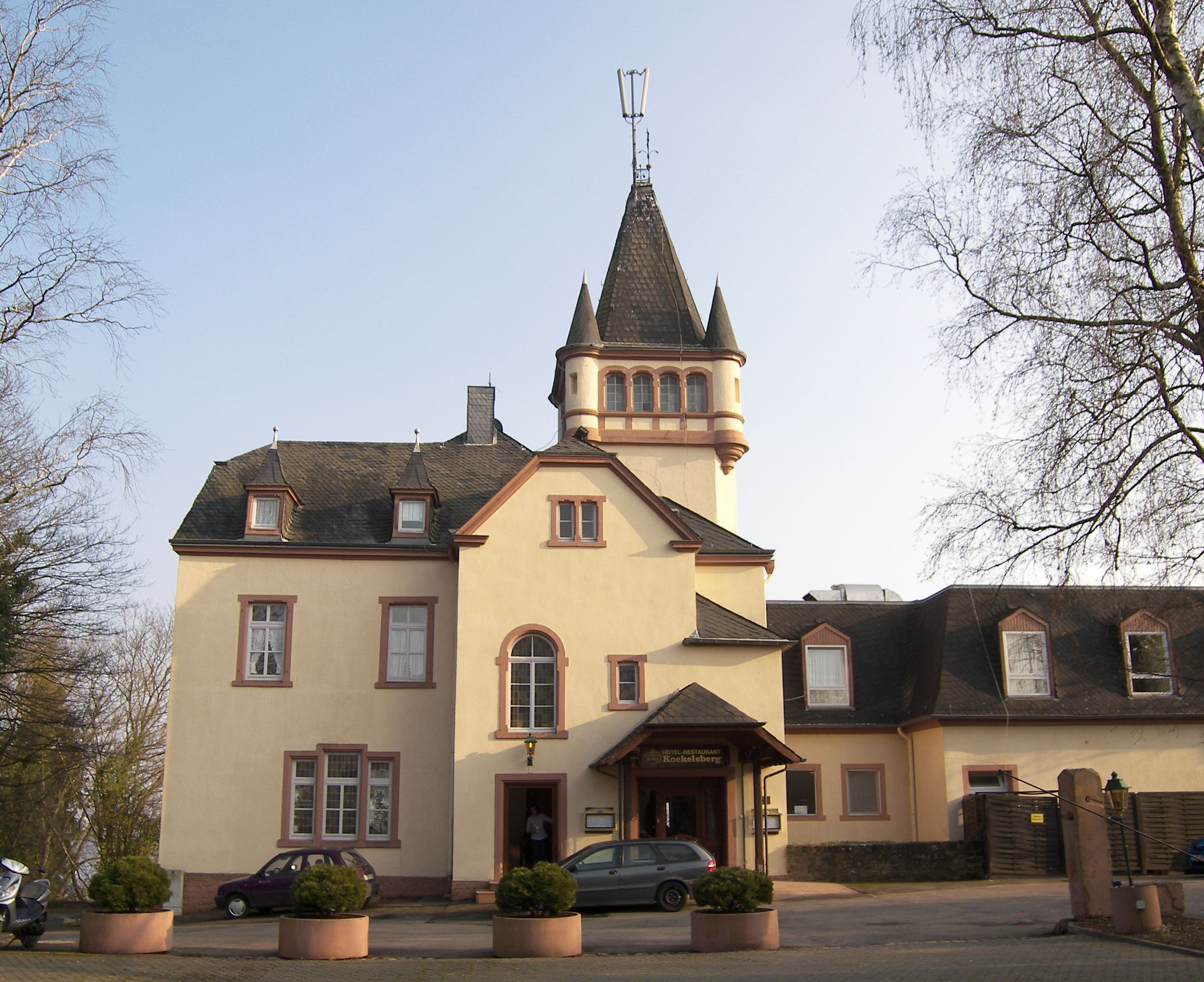
Villa Kockelsberg, Eingangsseite
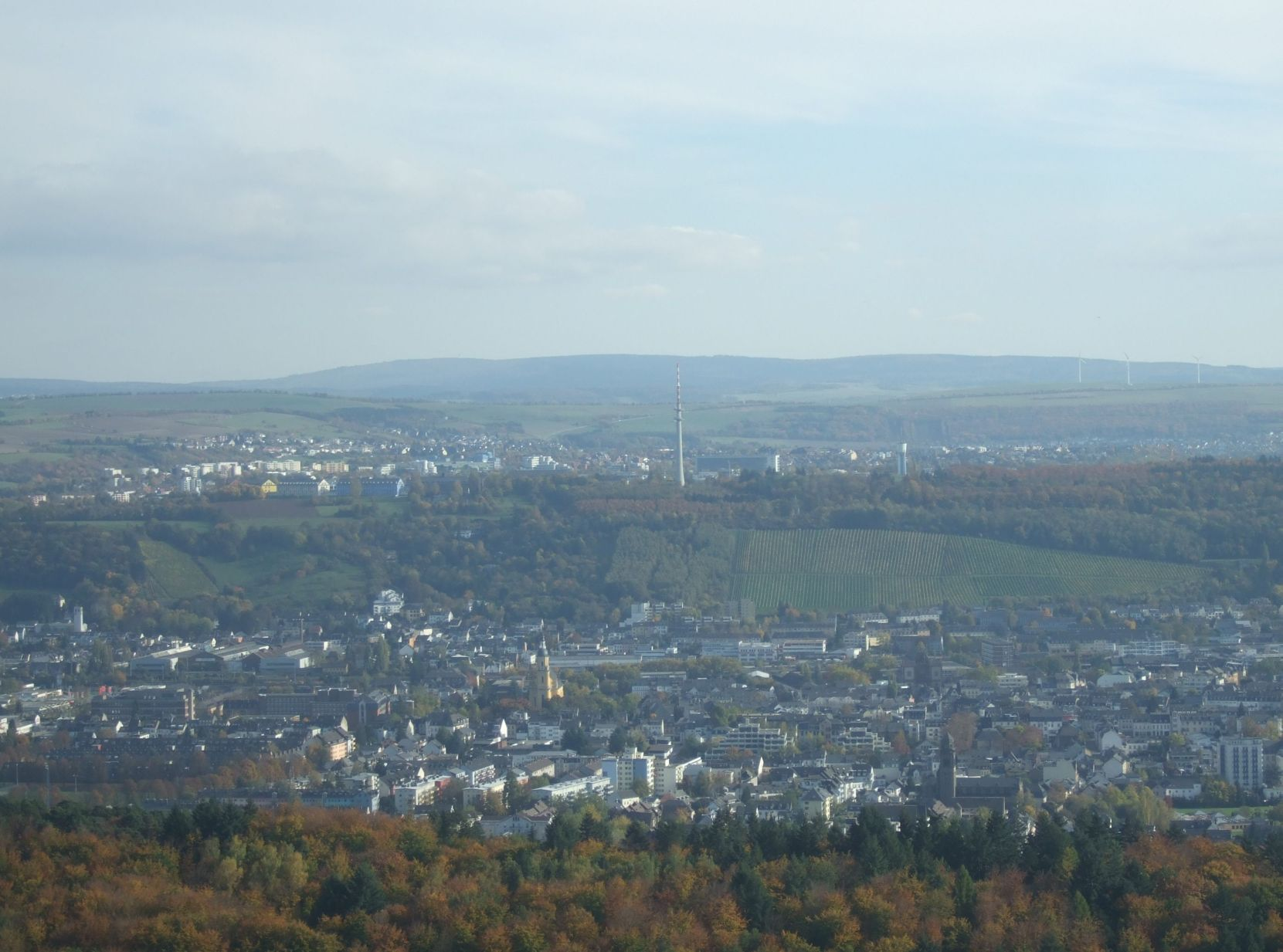
Blick vom Kockelsberg auf den Petrisberg
Kirche St. Markus auf dem Markusberg von Westen
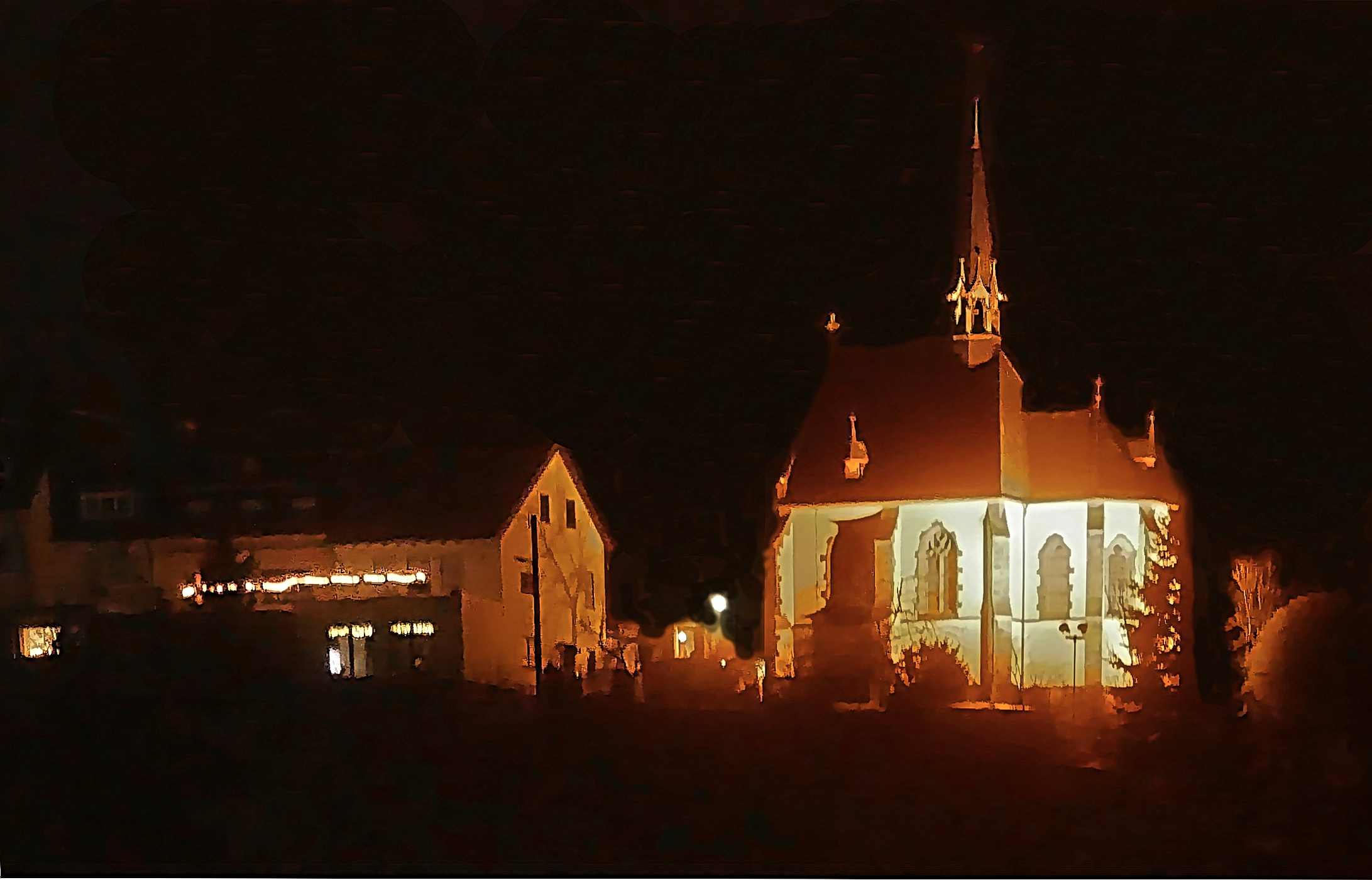
Kirche St. Markus auf dem Markusberg von Süden
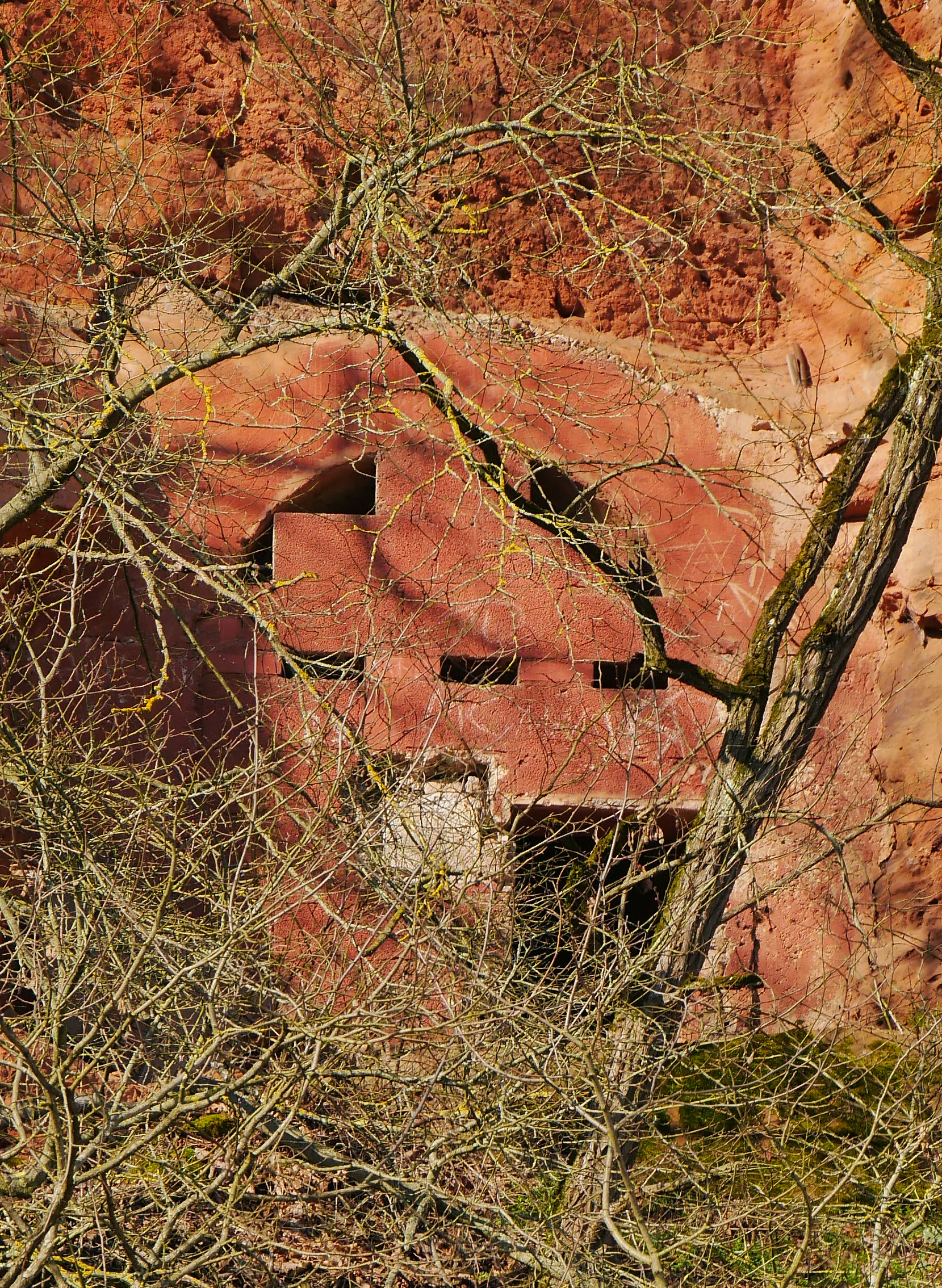
Eingang zu einem Schutzbunker oberhalb der Bitburger Straße
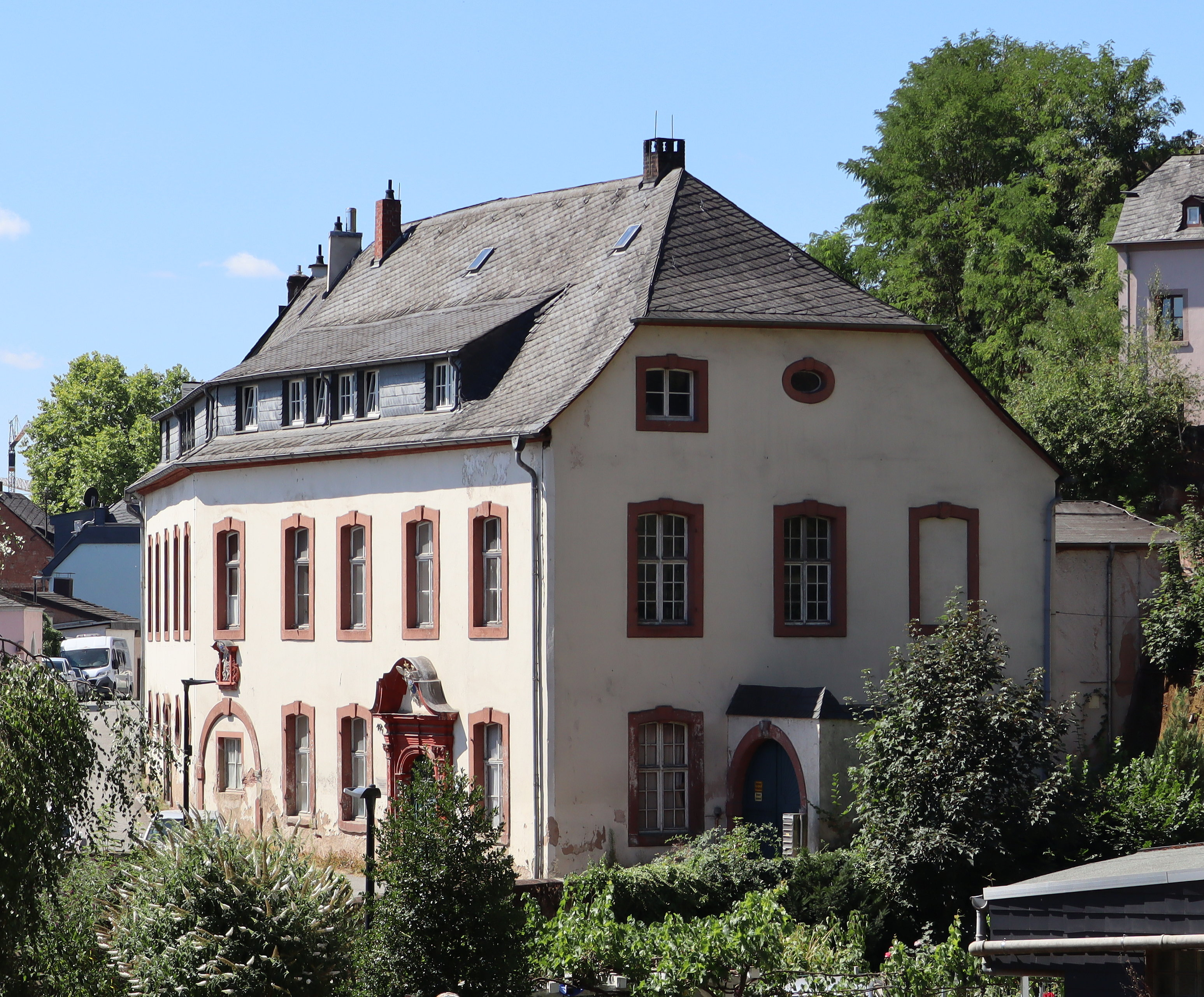
Martinerhof in der Palliener Straße
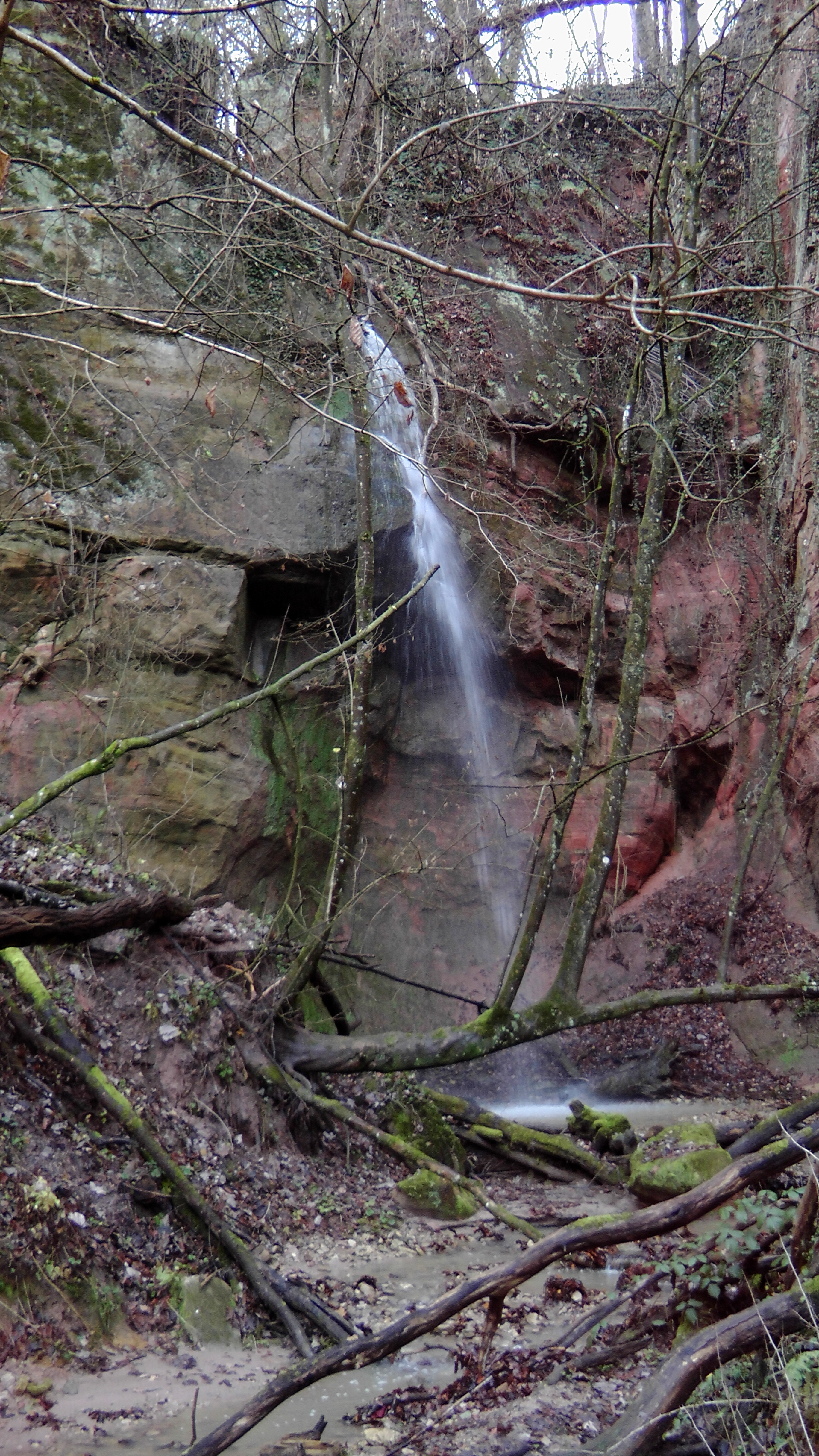
Gillenbach Wasserfall

## Kultur und Bildung
- Europäische Kunstakademie: Begegnungsstätte internationaler Künstler, in denkmalgeschützten Gebäuden des ehemaligen Schlachthofs, direkt an der Mosel.
- Hochschule Trier: Campus Schneidershof als Teil der Hochschule Trier, am Rand des Weißhauswalds.
- Katholische Akademie Robert-Schuman-Haus: Begegnungs- und Bildungsstätte des Bistums Trier, oberhalb von Pallien.
- Zivildienstschule Trier in der Villa Reverchon oberhalb des Moselufers.

## Verkehr

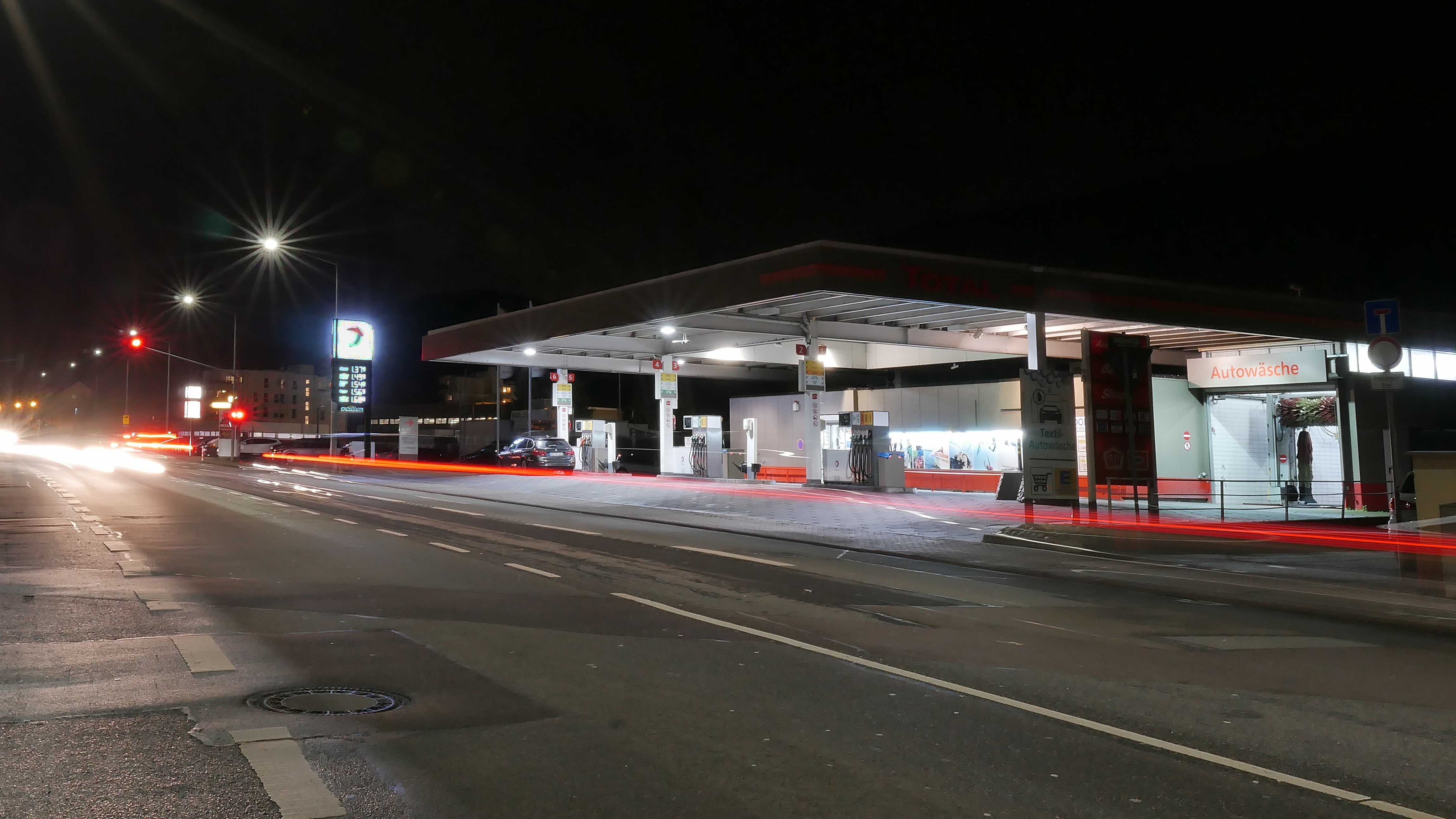
Total Tankstelle an der Grenze zu Euren

Hauptverkehrsachse ist die Bundesstraße 51, die von den Moselhöhen über die Bitburger Straße entlang des Moselufers über die Kölner, Aachener und Luxemburger Straße verläuft. Die Bundesstraße 53 erreicht aus nördlicher Richtung auf der Bonner Straße den Stadtteil. Weitere Hauptverkehrsstraßen sind die Eurener Straße und die Hornstraße, welche durch das Zentrum von Trier-West führen.
Durch den Bezirk verläuft die Trierer Weststrecke, die von 1983 bis 2025 nur von Güterzügen genutzt wurde. Seit März 2025 verkehren wieder Personenzüge auf der Strecke, die in Trier West und Trier Pallien halten.

## Bevölkerung
Trier-West/Pallien gilt seit langem als sozialer Brennpunkt aufgrund vieler aus ehemaligen Kasernen entstandenen Sozialwohnungen und einem entsprechend hohen Anteil an Sozialhilfeempfängern.

## Persönlichkeiten
- Peter Schroeder (* 1875 in Mehring (Mosel), † 1935 in Trier-Pallien), Heimatdichter und Lehrer in Fell, Trier-West und Pallien; 1958 ist die Peter-Schroeder-Straße nach ihm benannt worden;
- Andreas Hoevel, (* 24. Februar 1900, † 28. August 1942 in Frankfurt-Preungesheim), deutscher Widerstandskämpfer gegen den Nationalsozialismus